# Trinidad (Casanare)
Pour les articles homonymes, voir Trinidad.
Trinidad est une municipalité située dans le département de Casanare, en Colombie.